# Heinrich Kadich vom Pferd
Heinrich Kadich vom Pferd (5. června 1865, Brno – 25. února 1918, Vídeň) byl úředník, dvorní rada, genealog a heraldik.
Studoval na univerzitě ve Vídni. Po promoci na doktora práv získal zaměstnání na ministerstvu zemědělství, kde zastával pozici sekčního šéfa.
Jeho bratrem byl známý přírodovědec a vypravěč Hans Kadich vom Pferd (12. ledna 1864 Brno – 7. září 1909 Hamburg), autor knih Die Fauna der Herzegowina (1888) a Aus dem Tagebuch eines Fährtensuchers (1888).
Oba synové byli chovatelé koní.
Mnoho Kadichových heraldických pojednání bylo napsáno v rozmezí let 1886 až 1890. Obzvlášť je zdůrazňována jeho spoluúčast na novém erbovníku Johanna Siebmachera.

## Dílo
- Über die Standeserhebungen durch die Reichsvikare, 1886.
- Die Kleinodien der Schützengesellschaften, 1887.
- Das Landeskulturschutzorgan in Tirol und Vorarlberg, 1897.
- Jagd- und Landwirtschaft in Österreich, 1898.
- Der mährische Adler, 1899.
- Das Fürstendiplom der Grafen von Cilli, 1890.
- Aus dem Tagebuch eines Sonntagsjägers, 1902.
- Das Landeskulturschutzorgan in Niederösterreich, 1903.